# NGC 61
NGC 61 là một cặp thiên hà dạng hạt đậu, NGC 61-A (hoặc NGC 61-1) và NGC 61-B (hoặc NGC 61-2) trong chòm sao Kình Ngư. Cả hai được phát hiện vào ngày 10 tháng 9 năm 1785 bởi William Herschel.